# Virunum

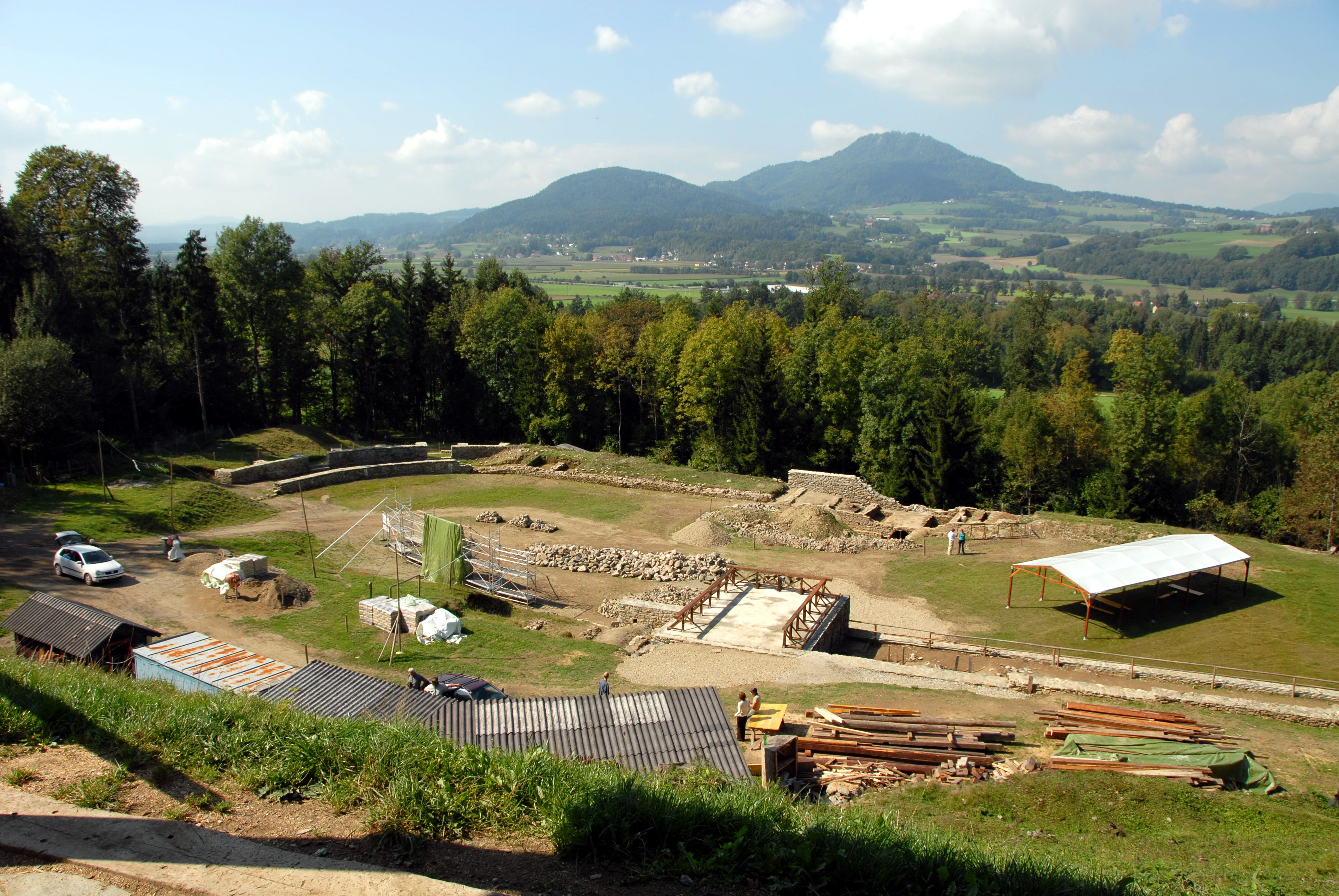
Zbytky amfiteátru

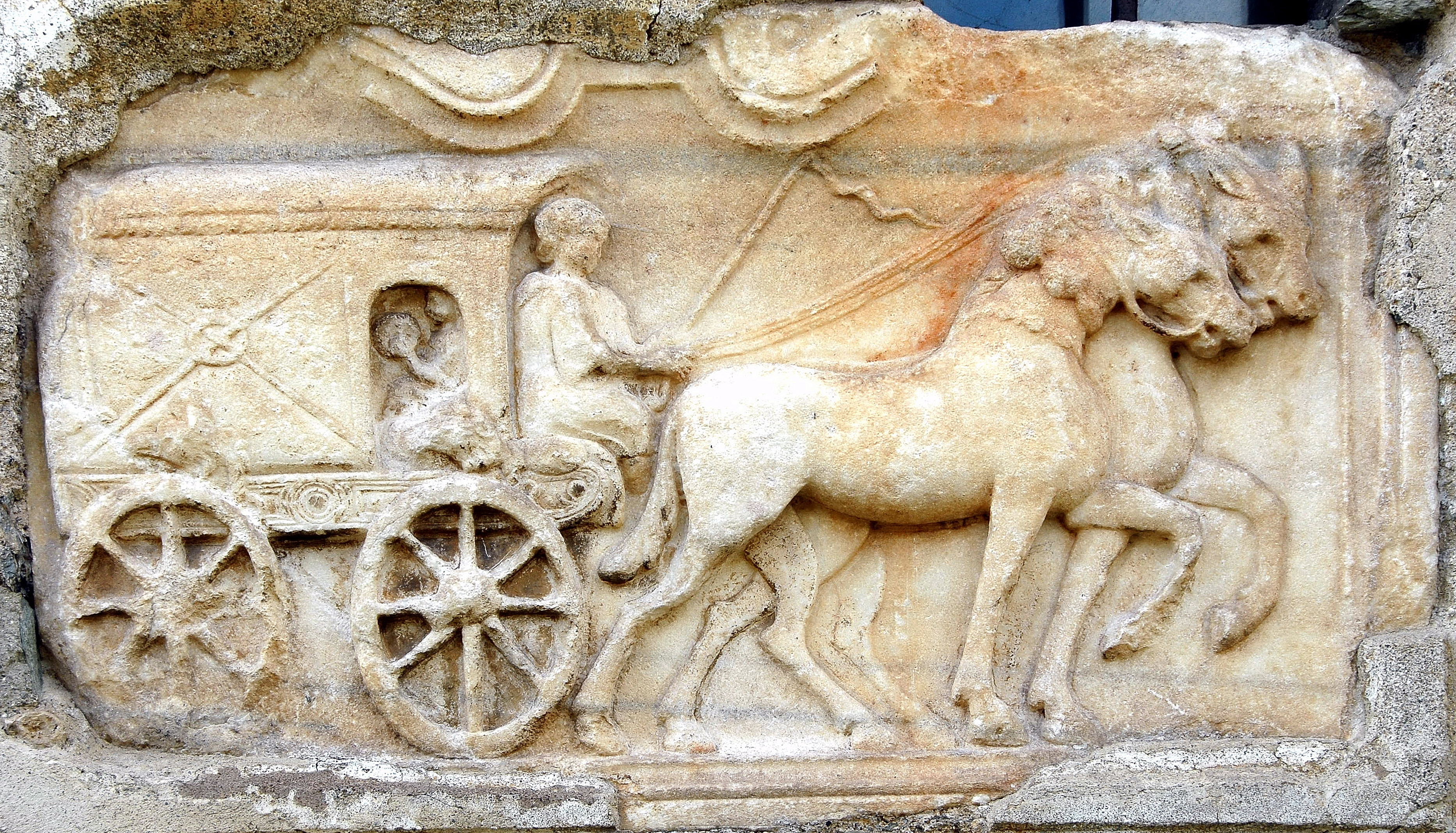
Reliéf z hrobu ve Virunum

Claudium Virunum či jen Virunum bylo římské město v provincii Noricum na území dnešního Rakouska, ve spolkové zemi Korutany. Jde rovněž o titulární (zaniklou) diecézi římskokatolické církve.
Zakladatelem města byl římský císař Claudius (vládl 41-54), který se rozhodl postavit nové hlavní město provincie Noricum a nahradit tak dosavadní metropoli na území dnešního města Magdalensberg, jež bylo patrně starým keltským sídlem (jeho starověký název, ať už keltský či latinský, není znám). Jedním z cílů bylo, aby hlavní město provincie leželo na jantarové stezce. Funkci hlavního města, se sídlem guvernéra, Virunum plnilo do poloviny 2. století. Po markomanských válkách byla správa provincie přesunuta do Ovilavy (dnešní hornorakouské město Wels), později do města Teurnia, ve Virunu zůstala jen finanční správa. Když císař Dioklecián rozdělil provincii Noricum, Virunum se stalo hlavním městem provincie Noricum mediterraneum. Od roku 343 bylo Virunum biskupskou diecézí, církevní území spravované z Virunum zahrnovalo plochu asi 9 000 km².
O úpadku města se ví málo. Protože nebylo opevněné a bylo položené v rovinatém údolí, bylo patrně evakuováno během období stěhování národů, tedy při tažení Germánů do oblasti. Na místě již nové město nikdy nevzniklo a ze starého zbyly jen ruiny. Vykopávky byly poprvé provedeny ve druhé polovině 18. století. Rozsáhlé a systematické vykopávky probíhaly od konce 19. století do roku 1931. K dalším vykopávkám došlo až na konci 20. století, vyvrcholily nalezením amfiteátru. Byla též objevena mozaika Dionýsa o rozloze téměř 30 metrů čtverečních. Město mělo kanalizaci, olověné potrubí a veřejné vodovody. V roce 1999 byly nalezeny dva votivní reliéfy z chrámu Nemesis poblíž amfiteátru. Poté byly v severní části města objeveny zbytky raně křesťanského kostela, jehož existence se dlouho předpokládala. Na svahu kopce Töltschach se nacházelo římské divadlo s pódiem, jediné známé v celém Noriku. Předpokládá se, že velká budova na východ od divadla byla palácem, kde sídlil guvernér provincie. Několik římských kamenných desek z Virunum bylo použito k výzdobě malé svatyně Prunnerkreuz, postavené roku 1692 na severních hranicích města.